# Železniční trať Skopje – Veles

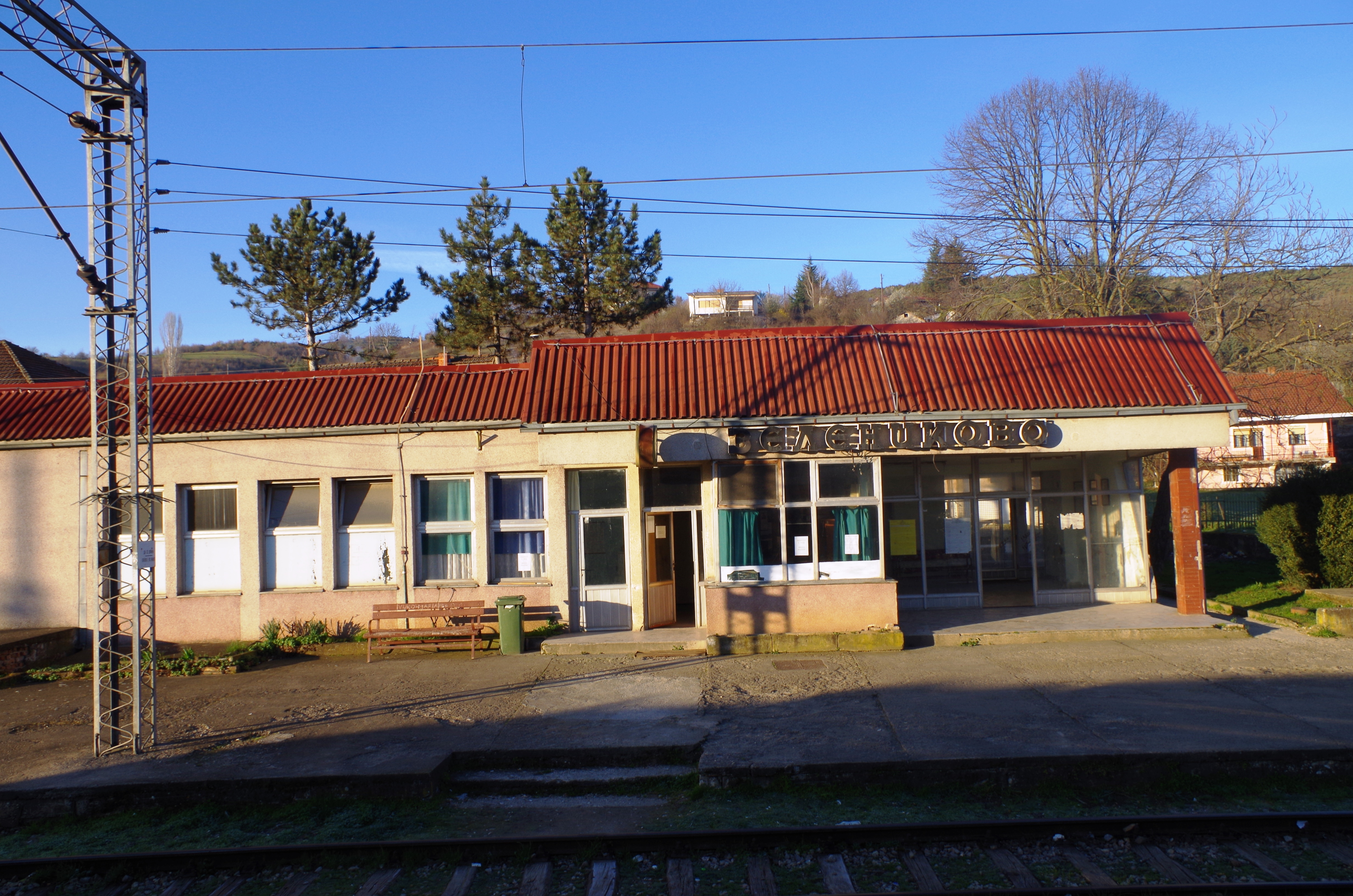
Železniční stanice Zelenikovo.

Železniční trať Skopje – Veles (makedonsky Железничка пруга Скопје - Велес) je jednokolejná železniční trať, která se nachází v Severní Makedonii.

## Trasování
Trať je vedena z hlavního města Severní Makedonie rovinatou krajinou. Opouští skopský železniční uzel na jeho jižním konci u vesnice Dračevo a dále pokračuje údolím řeky Vardaru. U vesnice Orešani se klikatě vlní úzkým údolím a kopíruje tok řeky, trasována byla po jejím pravém břehu. V tomto směru vede až do Velesu, kde končí. Na trati stojí několik železničních tunelů.

## Historie
Trať byla postavena již v době existence Osmanské říše. Trať byla budována v 70. letech 19. století jako součást významnějšího železničního tahu z Bělehradu do Soluně. Investorem byla francouzská společnost Société Générale pour l'Exploitation des Chemins de Fer Orientaux. Výstavba úseku trati, vedoucí přes města Veles a Skopje, byla dokončena do roku 1878. Budována byla v dlouhém úseku od Soluně v dnešním Řecku až po Kosovskou Mitrovici.

## Stanice
Na trati se nachází následující stanice: Skopje, Lisiče, Dračevo, Jane Sandanski, Orešani, Zelenikovo, Smesnica, Kadina Reka, Pčinja, Rajko Žinzifov, Veles.